# Olena Kravets
Olena Kravets (en ukrainien : Ол́ена Крав́ець ; en russe : Елена Кравец, Ielena Kravets), née Olena Maliachenko le 1er janvier 1977 à Kryvyï Rih, est une actrice, productrice et animatrice de talk-show ukrainienne.

## Biographie
Olena Iourіïvna Maliachenko (ukrainien : Ол́ена ́Юріївна Маляшенко ; russe : Елена Юрьевна Маляшенко, Ielena Iourevna Maliachenko) est née le 1er janvier 1977 à Kryvyï Rih dans l'oblast de Dnipropetrovsk, elle est la fille unique de Iouri Viktorovitch Maliachenko et Nadejda Fedorovna Maliachenko. Elle est surtout connue internationalement en tant que directrice administrative du studio de production d'émissions et de programmes télévisés « Kvartal 95 » depuis 2000.
Le 21 septembre 2002, elle épouse le producteur Sergueï Kravets et adopte le patronyme de son conjoint. De cette union sont nés trois enfants, Maria, née le 24 février 2003, et des faux-jumeaux, Ivan et Yekaterina, nés le 15 août 2016.
À l'occasion de sa seconde grossesse, elle lance sa propre ligne de vêtements spécialisés pour les femmes enceintes sous le nom de « OneSize by Lena Kravets ».

## Filmographie
- 2015-2016 : Serviteur du peuple (série télévisée) : Olga Mischenko
- 2023 : Le Royaume de Naya (film d'animation) : Kylina (voix)